# Kleinichneumon
Der Kleinichneumon (Herpestes pulverulentus, Syn.: Galerella pulverulenta), auch Kapmanguste genannt, ist eine Raubtierart aus der Familie der Mangusten (Herpestidae). Sie ist im südlichen Afrika von Südafrika bis Südangola beheimatet. 

## Merkmale
Der Kleinichneumon ist eine mittelgroße Mangustenart mit einem gleichmäßig hell und dunkelgrau melierten Fell. Im Nordwesten des Verbreitungsgebietes sind die Tiere dunkel braunschwarz. Die Beine sind dunkelbraun oder fast schwarz. Der Schwanz ist buschig und wird immer horizontal über dem Boden getragen. Die Körperlänge incl. Kopf und Schwanz beträgt weniger als 55 bis 69 cm, der Schwanz ist 20 bis 34 cm lang und das Tier wiegt 0,5 bis ein Kilogramm. Männchen werden größer als die Weibchen.

## Verbreitung und Lebensraum

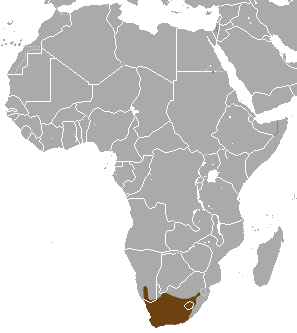
Verbreitungsgebiet

Die Tiere leben in der Kapprovinz, im südlichen Oranje-Freistaat, im nördlichen Lesotho, entlang der Drakensberge im westlichen KwaZulu-Natal, sowie im südlichen und nördlichen Namibia und im Südwesten Angolas. Im mittleren Namibia besteht eine Verbreitungslücke, die aber auch auf eine ungenügende Erforschung des Gebietes zurückgehen kann. In der Kapprovinz ist der Kleinichneumon das häufigste einzelgängerische Raubtier.
Er hat eine große Habitattoleranz und kommt in Wäldern, Buschland und Halbwüsten, in Regionen mit hohem und mit niedrigem Niederschlag vor. Besonders häufig ist er im Fynbos, an verbuschten Flussufern und auf dicht bewachsenen Berghängen.

## Lebensweise
Kleinichneumons sind tagaktiv und gelten als einzelgängerisch. Man vermutet aber eine geselligere Lebensweise als bisher angenommen. Sie sind wahrscheinlich nicht sehr territorial, ihre Wohnbezirke überlappen sich. Beide Geschlechter markieren Steine und Büsche. Sie ernähren sich carnivor, orientieren sich bei der Nahrungssuche mit den Augen und dem Geruchssinn und wählen ihre Beute opportunistisch. Als Beutetiere scheinen aber kleine Nagetiere, vor allem Lamellenzahnratten  (Otomys)  und Afrikanische Striemen-Grasmäuse (Rhabdomys), zu dominieren. Außerdem werden vor allem Insekten gefangen. Auch von Übergriffen auf Kitze der Greisböcke und junge Buschhasen wurde berichtet.
Als Lautäußerungen geben die Ichneumons bei Gefahr ein kurzes, rasselndes Knurren und Niesen oder Schnurren von sich, wenn sie ergriffen werden. Fortpflanzungszeit ist von August bis Dezember. Die ein bis drei Jungen werden zwischen Sträuchern, Geröll oder in Erdhöhlen geboren, die die Ichneumons von anderen Tieren übernommen haben. Die Tragzeit der Tiere ist unbekannt, ebenso das Alter ihrer Geschlechtsreife und das zu erwartende Lebensalter.

## Gefährdungssituation
Die Weltnaturschutzunion IUCN stellt die Kleinichneumons in der Roten Liste gefährdeter Arten als nicht gefährdet („Least Concern“) dar.